# Anna McCune Harper
Anna Virginia McCune Harper, ameriška tenisačica, * 2. julij 1902, Santa Barbara, Kalifornija, ZDA, † 14. junij 1999, Moraga, Kalifornija.
Največji uspeh v posamični konkurenci je dosegla leta 1930, ko se je uvrstila v finale turnirja za Nacionalno prvenstvo ZDA, kjer jo je v dveh nizih premagala Betty Nuthall. Na turnirjih za Prvenstvo Anglije se je najdlje uvrstila v četrti krog leta 1931. V konkurenci ženskih dvojic se je dvakrat uvrstila v finale turnirja za Nacionalno prvenstvo ZDA skupaj z Edith Cross, v konkurenci mešanih dvojic pa je leta 1931 osvojila turnir za Prvenstvo Anglije skupaj z Georgejem Lottom, istega leta se je tudi uvrstila v finale turnirja za Nacionalno prvenstvo ZDA skupaj z Wilmerjem Allisonom. V letih 1931 in 1932 je z reprezentanco osvojila Wightmanov pokal.

## Finali Grand Slamov

### Posamično (1)

#### Porazi (1)
| Leto | Turnir                   | Nasprotnica v finalu | Rezultat finala |
| 1930 | Nacionalno prvenstvo ZDA | Betty Nuthall        | 1–6, 4–6        |

### Ženske dvojice (2)

#### Porazi (2)
| Leto | Turnir                   | Partnerica  | Nasprotnici v finalu                 | Rezultat finala |
| 1928 | Nacionalno prvenstvo ZDA | Edith Cross | Hazel Hotchkiss Wightman Helen Wills | 2–6, 2–6        |
| 1930 | Nacionalno prvenstvo ZDA | Edith Cross | Betty Nuthall Sarah Palfrey Cooke    | 6–3, 3–6, 5–7   |

### Mešane dvojice (2)

#### Zmage (1)
| Leto | Turnir            | Partner     | Nasprotnika v finalu    | Rezultat finala |
| 1931 | Prvenstvo Anglije | George Lott | Joan Ridley Ian Collins | 6–3, 1–6, 6–1   |

#### Porazi (1)
| Leto | Turnir                   | Partner        | Nasprotnika v finalu      | Rezultat finala |
| 1931 | Nacionalno prvenstvo ZDA | Wilmer Allison | Betty Nuthall George Lott | 3–6, 3–6        |